# Distretto di Ntoroko
Il distretto di Ntoroko è un distretto dell'Uganda, situato nella Regione occidentale.